# Corey Knebel
Corey Andrew Knebel (Denton, 26 novembre 1991) è un giocatore di baseball statunitense, lanciatore di rilievo per i Philadelphia Phillies della Major League Baseball (MLB).

## Carriera

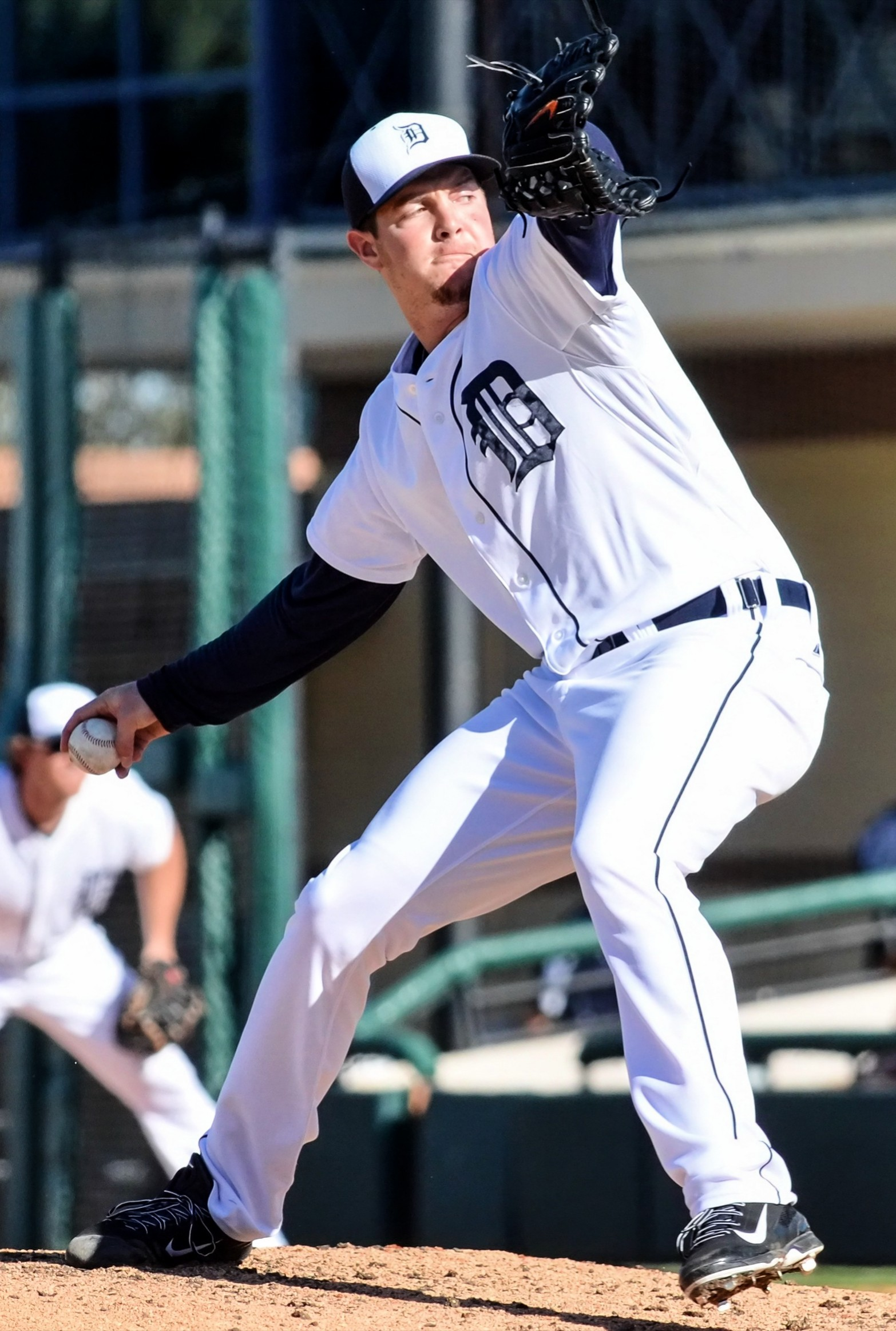
Knebel con i Tigers nel 2014

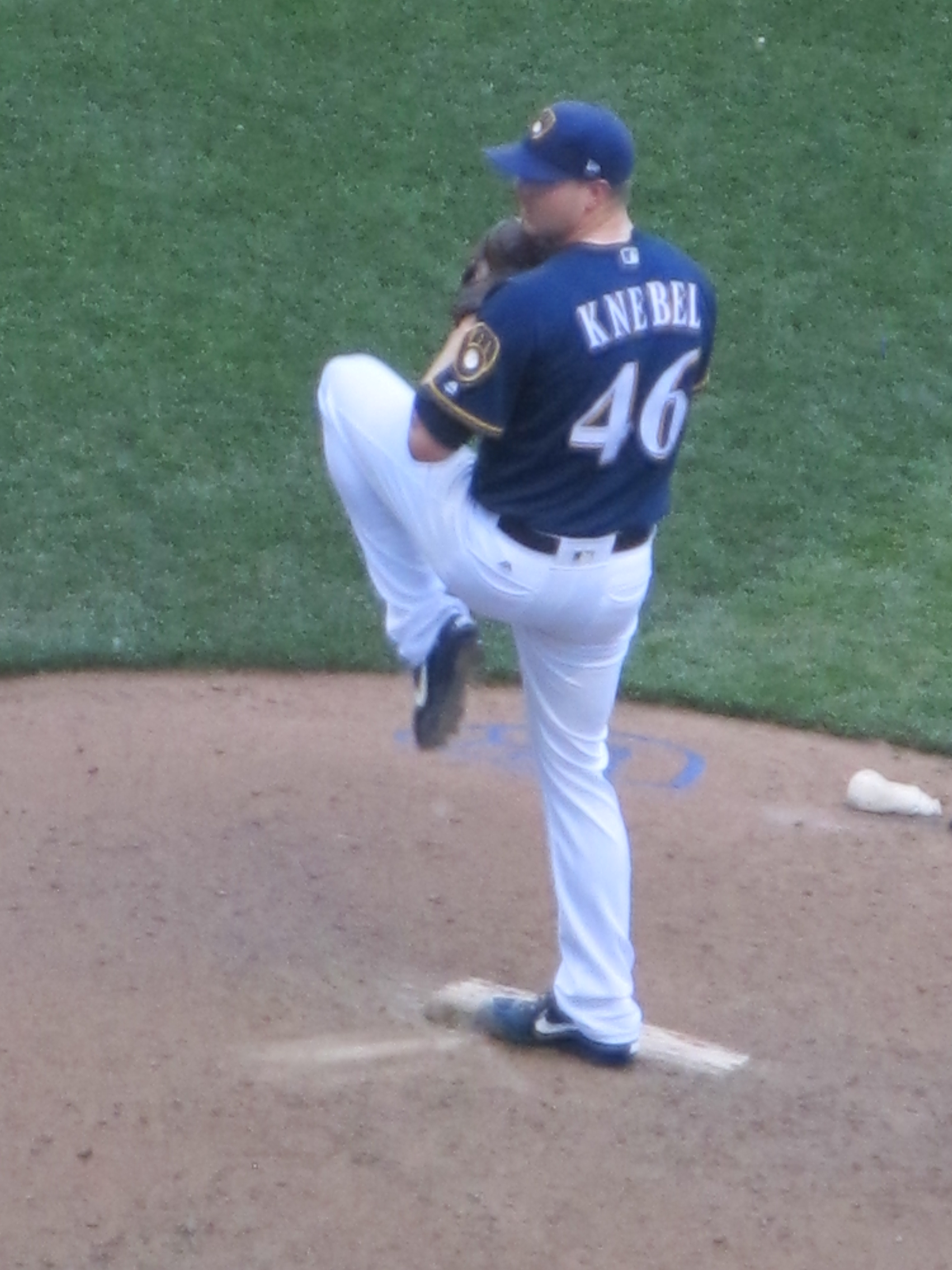
Knebel nel 2017

### Detroit Tigers
Knebel fu scelto dai Detroit Tigers come 39º assoluto nel draft 2013. Dopo avere militato nelle minor league, debuttò nella MLB il 24 maggio 2014, al Comerica Park di Detroit contro i Texas Rangers.

### Texas Rangers
Il 23 luglio 2014, i Tigers scambiarono Knebel e Jake Thompson con i Texas Rangers, in cambio di Joakim Soria. Dopo lo scambio fu assegnato alle minor league. Knebel si ruppe un legamento del gomito del braccio utilizzato per lanciare nel mese di agosto, chiudendo la sua stagione.

### Milwaukee Brewers
Il 19 gennaio 2015, i Rangers scambiarono Knebel, Luis Sardiñas e Marcos Diplan con i Milwaukee Brewers per Yovani Gallardo.
Nel maggio del 2017, Knebel divenne il closer dei Brewers in pianta stabile, dopo le prestazioni negative di Neftalí Feliz. Il 22 giugno 2017 stabilì un nuovo record MLB per il maggior numero di apparizioni consecutive con almeno uno strikeout, 38. Il precedente primato era stato stabilito nel 2014 da Aroldis Chapman con i Cincinnati Reds. Il 2 luglio fu convocato per il primo All-Star Game della carriera.
Knebel saltò l'intera stagione regolare 2019 per un infortunio al gomito destro che richiese la Tommy John surgery.
Tornò in campo il 24 luglio 2020 per la giornata inaugurale della nuova stagione dei Brewers.

### Los Angeles Dodgers e Philadelphia Phillies
Il 2 dicembre 2020, i Brewers scambiarono Knebel con i Los Angeles Dodgers per un giocatore o una somma in denaro da stabilire in seguito. Il 2 maggio subì un infortunio che lo costrinse fuori dai campi da gioco fino al 10 agosto. A causa dell'infortunio completò la stagione con 27 presenze nella MLB.
Il 1º dicembre 2021, Knebel firmò un contratto annuale con i Philadelphia Phillies.

## Palmarès
- MLB All-Star: 1

2017